# Sefonstervaart
De Sefonstervaart (Fries en officieel: Sefonster Feart) is een kanaal aan de zuidzijde van het dorp Rijs in de provincie Friesland.
De anderhalve kilometer lange Sefonstervaart begint binnendijks bij de Sefonsterdyk aan het IJsselmeer en loopt in noordoostelijke richting door de Zuiderfennenspolder. Het Rijsterbos ligt in noordwestelijke richting. Vanaf de brug in de Jan Schotanuswei, waar zich tot 2020 het Sybrandy's Speelpark bevond, gaat de vaart verder als Witakkersvaart.